# Kory Johnson
Kory Johnson é uma ambientalista americana do Arizona.
Em 1991, quando ainda era uma menina, Johnson liderou um esforço bem-sucedido da Children for a Safe Environment para impedir a construção de um depósito de lixo perigoso na sua área local. Em 1996, ela juntou-se à Greenpeace e ajudou a organizar protestos contra comboios que transportariam terra contaminada com DDT para o Arizona.
Ela recebeu o Prémio Ambiental Goldman em 1998 pelos seus esforços contra a contaminação tóxica e nuclear.